# Pristimantis mutabilis
Espèce
Statut de conservation UICN

 EN  : En danger
Pristimantis mutabilis est une espèce d'amphibiens de la famille des Craugastoridae.

## Répartition
Cette espèce est endémique d'Équateur. Elle se rencontre entre 1 850 et 2 100 m d'altitude dans les provinces de Pichincha et d'Imbabura (nord-ouest de la cordillère Occidentale).

## Étymologie
Le nom spécifique mutabilis vient du latin mutabilis, qui peut changer, muter, en référence à la capacité de cette grenouille de changer l'aspect de sa peau de lisse à hérissée selon le milieu dans lequel elle évolue (son aspect rugueux lui permettant de se camoufler sur des mousses),. Le changement d'apparence s'effectue en un peu plus de cinq minutes (330 s).
Un comportement similaire s'observe chez Pristimantis sobetes pourtant phylogénétiquement éloignée de P. mutabilis.

## Publication originale
- (en) Juan M. Guayasamin, Tim Krynak, Katherine Krynak, Jaime Culebras et Carl R. Hutter, « Phenotypic plasticity raises questions for taxonomically important traits: a remarkable new Andean rainfrog (Pristimantis) with the ability to change skin texture », Zoological Journal of the Linnean Society, Linnean Society of London et OUP, vol. 173, no 4,‎ 24 mars 2015, p. 913-928 (ISSN 1096-3642 et 0024-4082, OCLC 01799617, DOI 10.1111/ZOJ.12222).